# Henrik Ipsen (Fußballspieler)
Henrik Ipsen (* 30. Juni 1973 in Dänemark) ist ein ehemaliger dänischer Fußballspieler. Seit 2012 ist er Torwarttrainer beim FC Midtjylland.

## Werdegang
Henrik Ipsen begann seine Karriere bei seinen beiden Jugendvereinen Gundersted IF und Aars IK. Zur Saison 1996/97 wechselte er zu Silkeborg IF. Sein Pflichtspieldebüt gab er am 31. Juli 1996 bei der 0:1-Niederlage im Halbfinale des UEFA Intertoto Cup 1996 gegen den russischen Verein Ural Oblast Swerdlowsk. In beiden Erstrundenspielen gegen Spartak Moskau kam er schließlich im UEFA-Pokal 1996/97 zum Einsatz, wobei beide verloren wurden und Silkeborg ausschied. Bis 2001 blieb er im Verein hinter Peter Kjær nur Ersatztorhüter und kam nach 10 Ligaspielen in seiner ersten Saison, vier Einsätzen in der Saison 1998/99, zwei Spielen 1999/2000 sowie zehn Spielen in 2001/02 selten über den Status eines Reservespielers hinaus. Nach Kjærs Abschied wurde Ipsen Stammtorhüter und sein Vertrag 2004 vorzeitig bis 2006 um zwei Jahre verlängert.
Nachdem Ipsen während der Saison 2006/2007 zehn Ligaspiele bestritt und dabei seinen Stammplatz verlor, wechselte er in der Winterpause zum Zweitligisten Sønderjysk Elitesport, wo er bis 2008 hinter dem Stammtorwart David Ousted kein Ligaspiel mehr bestritt. Nachdem man 2008 aufgestiegen war, bestritt er während der Superligasaison 2007/09 18 Ligaspiele und half damit, den Klassenerhalt zu erreichen.
Zur Saison 2010/11 wechselte er als Ersatztorwart von Kristian Fæste und gleichzeitiger Torwarttrainer zum Zweitligisten Vejle BK. Er kam zu einem Ligaspiel und man scheiterte am Ende der Saison mit neun Punkten Rückstand zu HB Køge als Drittplatzierter am Aufstieg in die Superliga.
Seit dem 1. Januar 2012 ist Ipsen als Torwarttrainer beim Erstligisten FC Midtjylland tätig.